# Ahil
Ahil (grško Ἀχιλλεύς) je v grški mitologiji najpomembnejši grški heroj v boju za Trojo; Homer ga opisuje kot lepega in hrabrega vojščaka; velja za prototipskega hoplitskega bojevnika.
Ahil, poveljnik Mirmidoncev, je bil sin kralja Peleja in morske nimfe Tetide, soprog Dejdameje in oče Neoptolema.
Po številnih legendah, vključno s Statijem in njegovim nedokončanim epom je mati Ahila potopila v reko Stiks, da bi ga naredila neranljivega in s tem nesmrtnega. Ker ga je pri tem držala za peto, ni postal popolnoma neranljiv.
Med obleganjem Troje se je sprl z vojaškim poveljnikom Ahajcev (Grkov), Agamemnonom (Menelajevim bratom), zaradi odvzete sužnje Briseide. Le boginja Atena je Ahilu preprečila umor kralja, na koncu se je zadostil s tem, da ni več hotel sodelovati v bojih. Grška stran je zaradi izgube najdrznejših borcev (Ahila in njegovih Mirmidoncev) začela izgubljati, vendar trmastega Ahila niti odposlanci pod vodstvom prebrisanega Odiseja niso mogli prepričati, naj se omehča. Šele potem, ko je Hektor, trojanski princ, ubil njegovega najboljšega prijatelja in ljubimca Patrokla, se je Ahil vrnil v boj. V dvoboju je Hektorja premagal in v maščevalnem srdu njegovo truplo vlekel okoli obzidja Troje. Ker se mu je zasmilil Hektorjev oče, plemeniti trojanski kralj Priam, mu je vrnil sinovo truplo, da ga je lahko pokopal z vsemi častmi. Paris, drugi Priamov sin, Hektorjev brat in mož ugrabljene Helene, ga je ubil z zastrupljeno puščico, ki jo je vodil Apolon, tako da ga je zadel v edino ranljivo mesto (Ahilova peta), čeprav se njegova smrt ne omenja v Iliadi, vendar se mnogi strokovnjaki s tem strinjajo. Zaradi različnih legend še danes velja Ahilova peta za mesto šibkosti. Po teh legendah je poimenovana tudi Ahilova tetiva.
Cesar Hadrijan (117 - 138) ga je razglasil za boga s pridevkom Pontarhos (Gospodar morij). 

## Ahil v umetnosti
Legenda o Ahilu je deloma povzeta v Homerjevi Iliadi, nastali v 8. stoletju pr. n. št. in je tudi kasneje navdihnila številna umetniška dela. Med drugimi ga je leta 1618 naslikal flamski slikar van Dyck, nemški skladatelj Händel pa leta 1739 napisal opero.